# До 30-річчя незалежності України (золота монета)
«До 30-річчя незалежності України» —  пам'ятна золота монета номіналом 250 гривень, випущена Національним банком України, присвячена річниці події прийняття Верховною Радою України 24 серпня 1991 року історичного документу – Акту проголошення незалежності України.
Монету введено в обіг 17 серпня 2021 року. Вона належить до серії «Відродження української державності».

## Опис та характеристики монети
| Номінал грн. | Метал              | Маса, грам | Діаметр, мм. | Якість виготовлення       | Гурт                           | Тираж, штук |
| ------------ | ------------------ | ---------- | ------------ | ------------------------- | ------------------------------ | ----------- |
| 250          | золото (900 проба) | 62,2       | 42           | спеціальний анциркулейтед | гладкий із заглибленим написом | 400         |

### Аверс
На аверсі монети зображено Тризуб, оформлений в мозаїчному стилі з рослинним орнаментом. Над Тризубом розташований рік карбування монети – "2021". Унизу ліворуч роташований малий Державний Герб України. Внизу праворучи розташований напис "УКРАЇНА". Унизу на дзеркальному тлі зазначено номінал монети – "250" та графічний символ гривні.

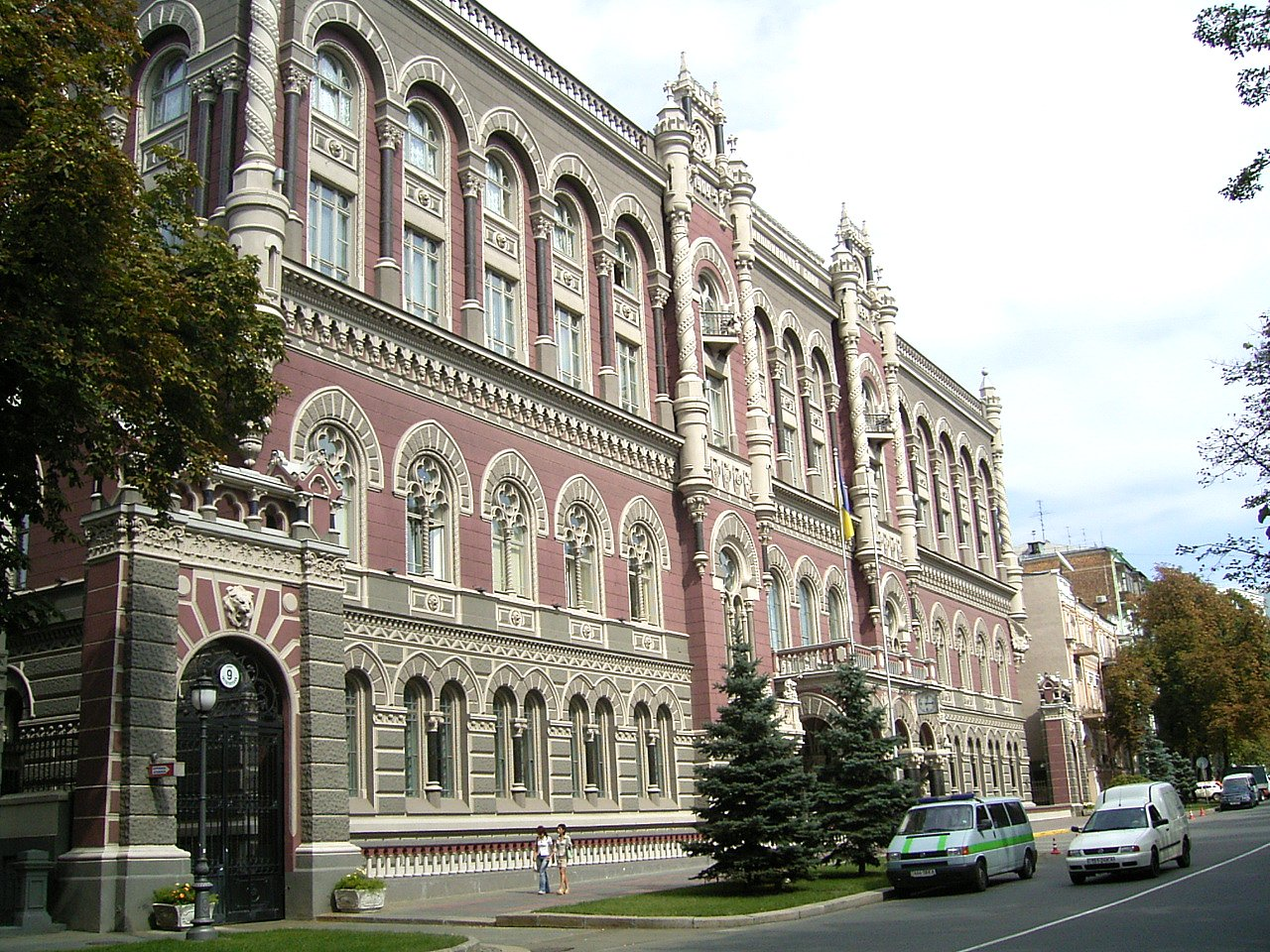
Будівля Національного банку України

### Реверс
На реверсі монети зображено головну скульптуру Монумента Незалежності України, обрамлену  стилізованими  променями. Скульптура Оранти-Переможниці зображена з калиновою гілкою в руках. Унизу монети півколом розташовано напис "30 РОКІВ НЕЗАЛЕЖНОСТІ УКРАЇНИ".

## Автори
- Художники: Таран Володимир, Харук Олександр, Харук Сергій.
- Скульптори:  Дем`яненко Володимир, Чайковський Роман.[1]

## Вартість монети
Роздрібна ціна Національного банку України у 2021 році була 135 793 гривні.
Фактична приблизна вартість монети з роками змінювалася так:
| Рік        | 2022    | 2023    | 2024    | 2025    |
| ---------- | ------- | ------- | ------- | ------- |
| Ціна, грн. | 178 000 | 165 000 | 275 000 | 550 000 |